# Ichneumon tenebricosus
Ichneumon tenebricosus är en stekelart som beskrevs av Gmelin 1790. Ichneumon tenebricosus ingår i släktet Ichneumon och familjen brokparasitsteklar. Inga underarter finns listade i Catalogue of Life.